# Calefacción centralizada

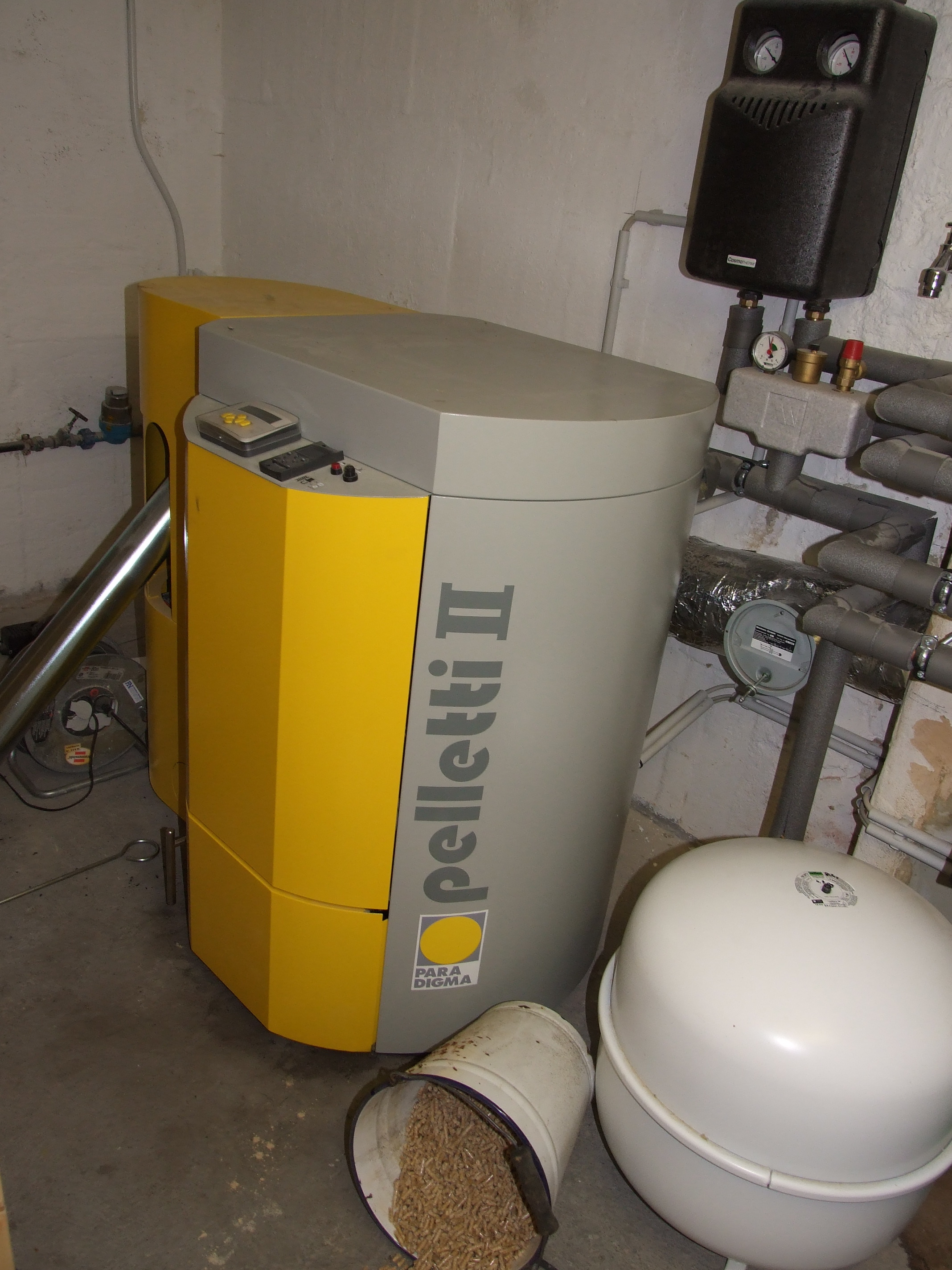
Caldera de pellets para calefacción central instalada en la planta sótano de un edificio de viviendas. Línea: 8 kW, modelo Paradigma Pelleti, BJ 2010.

La calefacción centralizada es una instalación de climatización que sirve a varios locales, sean o no de una vivienda. Cuando los locales o estancias son de una sola unidad de consumo (una vivienda, por ejemplo), se llama calefacción individual; si pertenecen a varias unidades de consumo (viviendas u oficinas) se llama calefacción colectiva. 
Cuando el sistema de calefacción central sirve a varios edificios, sean de viviendas o de otros usos, como un barrio o un pueblo, se denomina calefacción urbana, de barrio o de distrito.
Las principales ventajas son la mayor eficiencia y que los vecinos no se deben preocupar del mantenimiento de los generadores. También, que en muchos casos, los grandes consumidores tienen precios mejores para la energía utilizada, lo que produce un ahorro económico que puede ser importante (por ejemplo, en España, el gas natural tiene un precio por unidad de energía un 20...30% inferior para una calefacción central de edificio que para las individuales). En los sistemas actuales la eficiencia es mayor que en los sistemas individuales:
- Las calderas mayores son más eficientes que las pequeñas.
- Se puede costear un sistema de calefacción más eficiente, ya que el rendimiento crece con el tamaño de la instalación.
- El consumo repartido provoca menos paradas y arranques.
- Debido al menor número de paradas y arranque el sistema tiene mayor eficiencia que un sistema individual.
- Se puede utilizar un sistema modular, que arranque módulos cuando su potencia no sea suficiente. Varios módulos a plena potencia son más eficientes que muchas calderas individuales a media potencia.
- El uso es más intensivo y se amortiza antes la inversión.

Aunque en algunos sistemas antiguos no había regulación automática y unos vecinos podían pasar calor, mientras que otros pasaban frío, ahora hay sistemas de regulación mucho más perfectos y, además, es obligatorio que haya contabilización individual del consumo, lo que favorece un mejor reparto del calor en las distintas unidades de consumo.
El sistema de calefacción centralizada más común es el de agua caliente que emplea una caldera donde se calienta el agua y emisores del tipo radiador o de suelo radiante en los locales habitados, llevando el agua caliente por medio de una red de tuberías. También puede ser calefacción por aire caliente. El reparto general, en caso de calefacciones urbanas o de barrio, puede ser por vapor.
Aprovechando la central de calor se instala conjuntamente la producción de agua caliente sanitaria, que también funcionará con rendimientos mucho mayores que los sistemas individuales. Para evitar que el agua caliente tarde en llegar desde el depósito central al grifo donde se va a usar, se utiliza un circuito de retorno en el que el agua calentada se recircula para que siempre haya agua a la temperatura adecuada cerca de la entrada de cada consumidor. Así el agua solo tiene que llegar desde el distribuidor general (normalmente una columna montante) a cada vivienda particular.

## Instalación térmica centralizada
Según el RITE, una Instalación centralizada es aquella en las que la producción de calor es única para todo el edificio, realizándose su distribución desde la central generadora a las correspondientes viviendas y/ó locales por medio de fluidos térmicos. 

## Variantes según el número de usuarios
En cuanto a los sistemas de calefacción central pueden distinguirse, según su tamaño, varios tipos:
- Calefacción individual: la que sirve a un solo usuario, sea una vivienda o un negocio con varios locales.
- Calefacción colectiva: la que sirve a varios usuarios de los tipos dichos. Generalmente todos ellos situados en un edificio.
- Calefacción urbana: en la que una caldera o grupo de calderas, proporciona energía térmica a varios edificios, desde un grupo de ellos hasta una ciudad completa. Si se trata de una barriada, se llama calefacción de barriada.

En los casos de calefacción urbana, los sistemas de calefacción de cada uno de los edificios servidos pueden ser distintos (calefacción por radiadores, calefacción por suelo radiante, calefacción por aire) puesto que la central térmica se limita a proporcionar el calor en forma de agua caliente. Tras los correspondientes intercambiadores de edificio, puede disponerse cualquier tipo de reparto de calor.

## Emplazamiento
Se puede utilizar un local técnico para emplazar la caldera.
Puede disponer de una buena ventilación sin importar que la estancia de enfríe porque no está habitada.
La principal ventaja del local con buena ventilación, aparte de la seguridad, es que para la producción de calor en una caldera hacen falta notables cantidades de aire que, de estar la caldera en un local habitable, enfriarían el ambiente de modo muy importante. Con este sistema el aire exterior, frío, atravesará un local no habitado y en los habitados se podrá regular la entrada de aire a unos caudales de aire mucho más reducidos, los necesarios para la imperativa ventilación.
La recarga de los combustibles (sólidos o líquidos) es más sencilla.
Es difícil subir a un piso gasóleo, pellets, leña o cualquier otro combustible que no se suministre por tubería como el gas natural o ciudad y normalmente las calderas centrales están situadas en un bajo.
El equipamiento (caldera o sistema de cogeneración) es más fácil de manejar en el cuarto de calderas.
También se aprovecha mejor el espacio, con un depósito de combustible grande que varios más pequeños.